# اچ‌ام‌سی‌اس لونگوی (کی۶۷۲)
اچ‌ام‌سی‌اس لونگوی (کی۶۷۲) (به انگلیسی: HMCS Longueuil (K672)) یک کشتی بود که طول آن ۲۸۳ فوت (۸۶٫۲۶ متر) بود. این کشتی در سال ۱۹۴۳ ساخته شد.